# ووتر فيبرت
ووتر فيبرت (بالهولندية: Wouter Wippert)‏ (و. 1990  م) هو راكب دراجة هوائية هولندي، ولد في فيردن.

## سجل الفوز

### سباقات أو مراحل فاز بها
| التاريخ        | السباق                                                 | المركز                  |
| -------------- | ------------------------------------------------------ | ----------------------- |
| 11 سبتمبر 2011 | تور دي أفينير 2011                                     | السادس في تصنيف النقاط  |
| 10 مارس 2012   | روند فان درينثي 2012                                   | السادس في التصنيف العام |
| 12 أغسطس 2012  | 2012 European Road Cycling Championships Men U23 RR    |                         |
| 21 أغسطس 2012  | غروت بريجس ستاد زوتيجم 2012                            |                         |
| 01 يناير 2013  | جائزة جان بيير مونسيري الكبرى 2013                     |                         |
| 18 يناير 2015  | People's Choice Classic 2015                           |                         |
| 17 مايو 2015   | طواف كاليفورنيا 2015                                   | الثالث في تصنيف النقاط  |
| 01 يناير 2016  | هيستسي بيجل 2016                                       |                         |
| 06 أبريل 2016  | شيلدبرايش 2016                                         | الثامن في التصنيف العام |
| 25 يونيو 2016  | سباق الطريق للرجال في بطولة هولندا لسباق الدراجات 2016 |                         |
| 01 يناير 2017  | فينيندال فينيندال كلاسيك 2017                          |                         |
| 04 سبتمبر 2017 | طواف ألبرتا 2017                                       | الأول في تصنيف النقاط   |
| 03 ديسمبر 2017 | 2017 Omloop van het Waasland                           | الفائز في التصنيف العام |
| 01 يناير 2018  | فينيندال فينيندال كلاسيك 2018                          |                         |
| 25 أغسطس 2018  | 2018 Omloop Mandel-Leie-Schelde                        | الفائز في التصنيف العام |

## روابط خارجية
- ووتر فيبرت على موقع الاتحاد الدولي للدراجات (الإنجليزية)
- ووتر فيبرت على موقع أرشيف الدراجات (الإنجليزية)
- ووتر فيبرت على موقع إحصائيات الدراجات الإحترافية (الإنجليزية)
- ووتر فيبرت على موقع نسبة الدراجات (الإنجليزية)
- ووتر فيبرت على موقع CycleBase (الإنجليزية)